# Sasso di Dascio

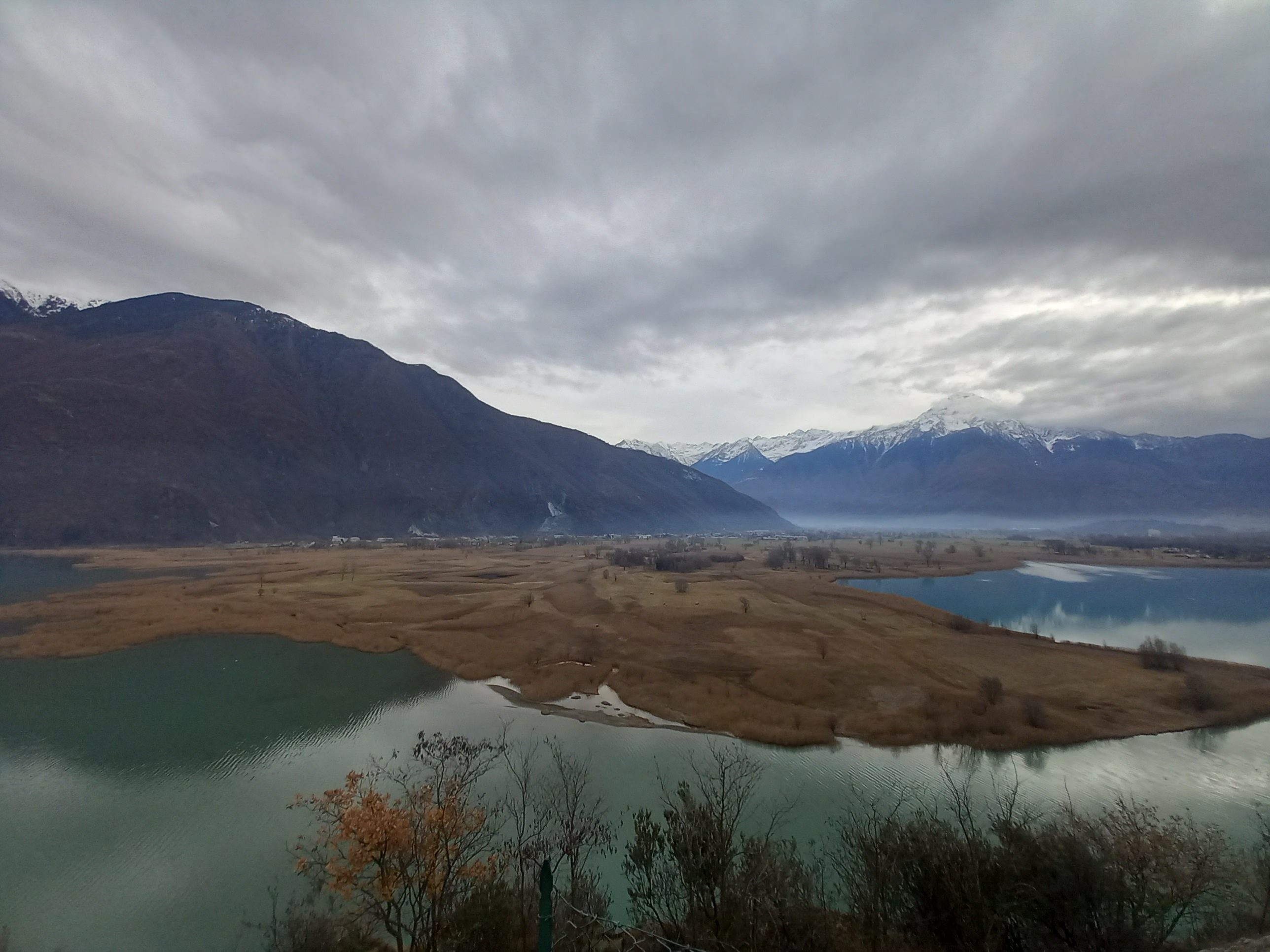
Vista panoramica dal sasso di Dascio sulla Riserva Naturale Pian di Spagna e Lago di Mezzola

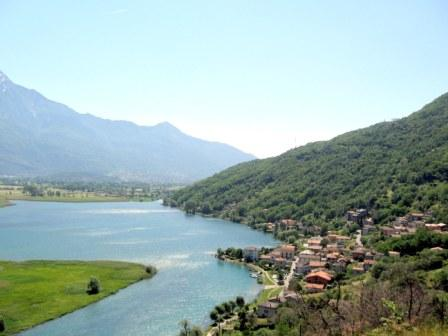
Panoramica dal sasso di Dascio

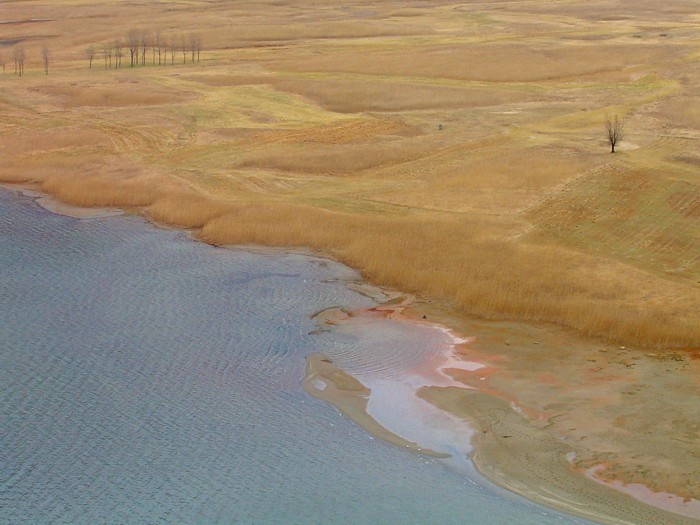
Tratto costiero di massima tutela sul fiume Mera visto dal Sasso di Dascio.

Il sasso di Dascio è un punto d'osservazione sulla Riserva Naturale del Pian di Spagna. È localizzato sopra l'abitato di Dascio nel comune di Sorico.
Disposto a picco sul fiume Mera lo sperone roccioso sovrasta ad una quota di 280 metri sul livello del mare il lago di Mezzola ed è meta di escursionisti e praticanti del birdwatching. La grande panoramicità che gode il rilievo spazia dall'imbocco della Valchiavenna sino al primo tratto del lago di Como. 
Sulla sua sommità è stata eretta negli anni '80 una cappella votiva da parte del gruppo Alpini di Sorico.
Il Sasso è raggiungibile seguendo il sentiero che dalla Via Bruga sale verso la montagna.

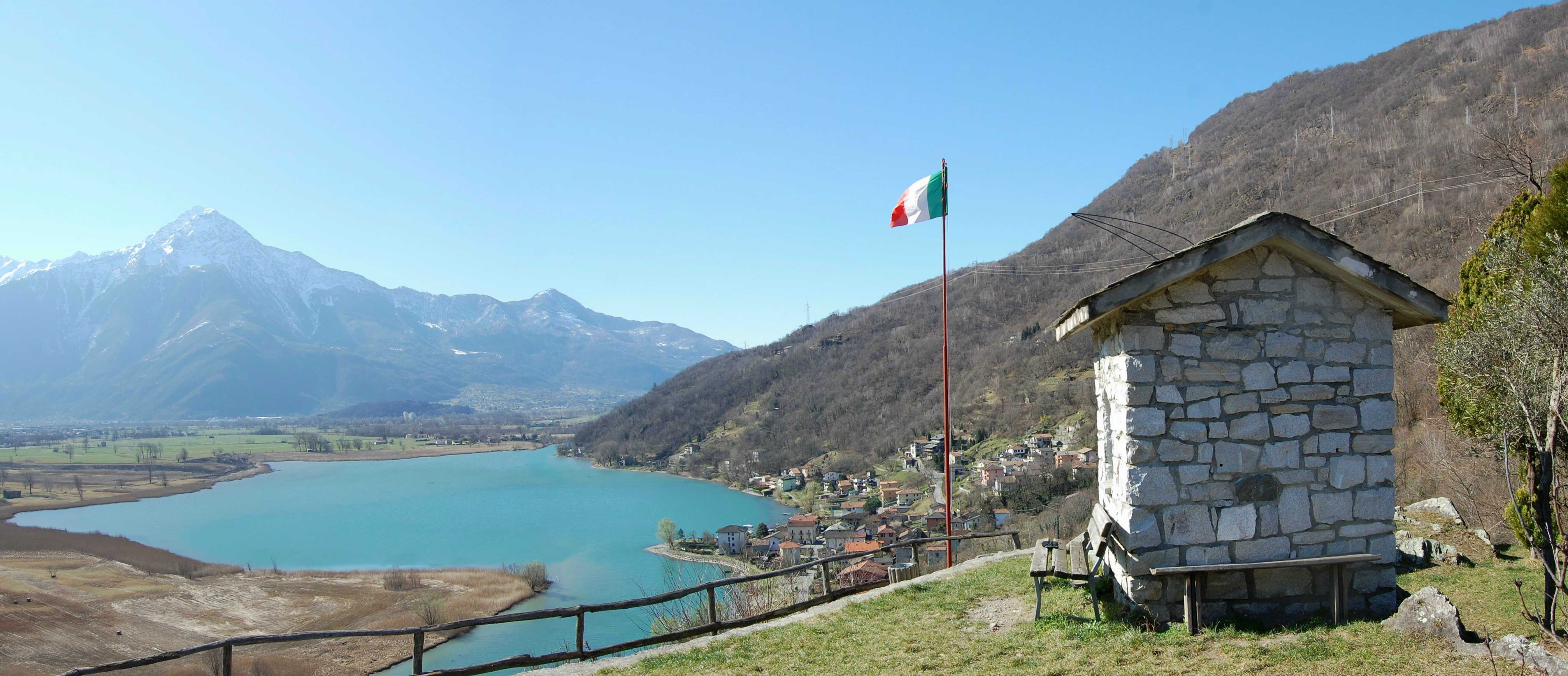
Vista panoramica su Dascio e sulla Riserva Naturale Pian di Spagna e Lago di Mezzola